# Хеорот

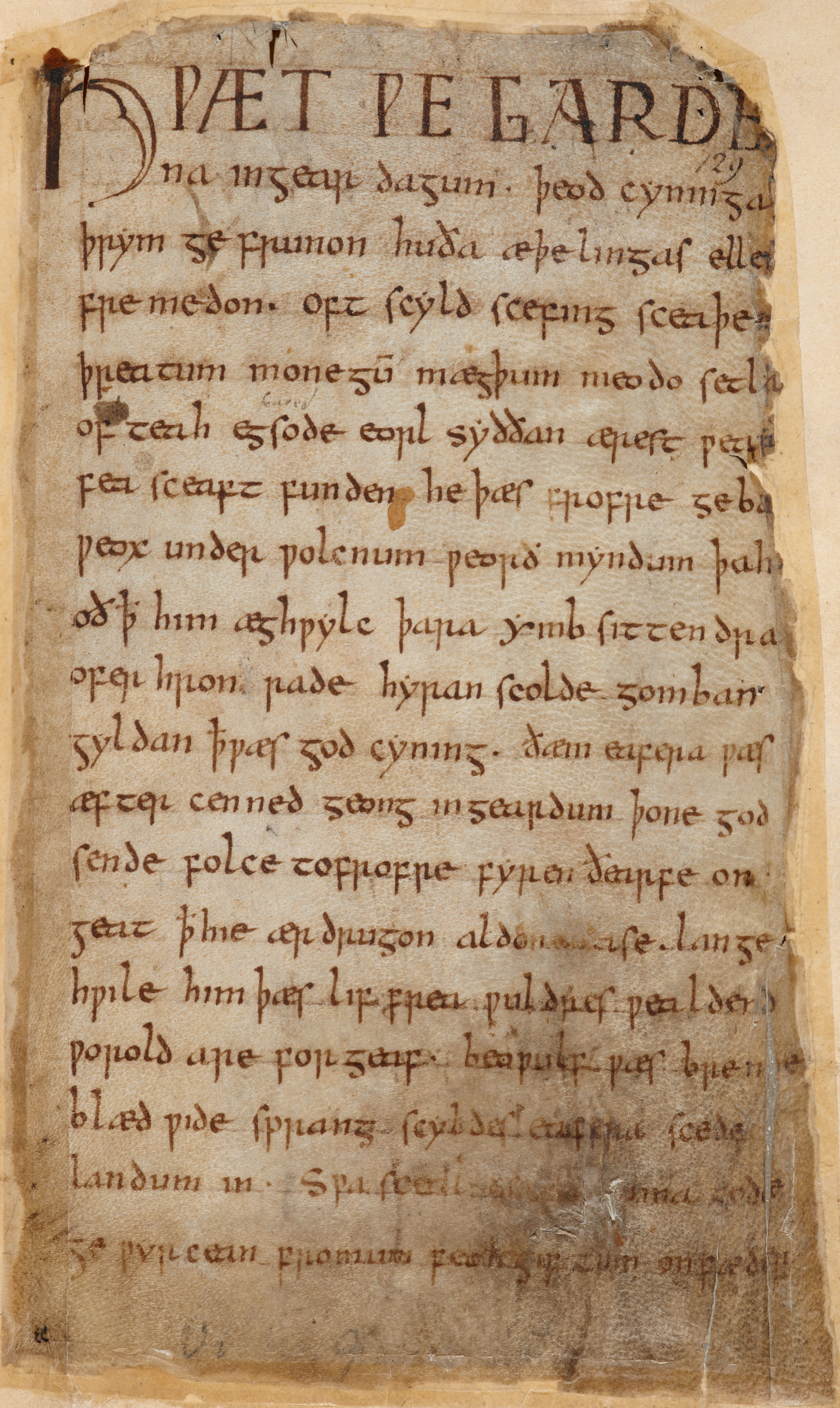
Перша сторінка рукопису Беовульф

Хеорот — бенкетний зал короля дан Хродгара, в якому відбувається дія англосаксонського епосу «Беовульф». Саме в цей зал приходить чудовисько на ім'я Грендель, щоб убивати данів; у Хеороті герой- гет Беовульф перемагає Гренделя, та був і його мати, що прийшла помститися за сина. Хеорот згадується ще в одній англосаксонській поемі, «Відсід». Зазвичай вважається, що це те саме місце, що й Хлейдр, згаданий у ряді північнонімецьких епічних творів і розташований у районі сучасного села Лейре на острові Зеландія. Назва Хеорота може бути пов'язана з оленями — тваринами, що асоціювалися у багатьох німецьких племен з королівськими сім'ями.
Хеорот виконує функцію королівської резиденції та бенкетного залу для королівської дружини.
Джон Толкін ставив Хеорот в один ряд із Камелотом по багатству пов'язаних з ним історичних та міфологічних алюзій. Хеорот став прообразом Медусельда — золотого залу короля Рохана Теодена. Ларрі Нівен, Джеррі Пурнелл і Стівен Барнс в 1987 році опублікували спільно написаний фантастичний роман «Спадщина Хеорота».